# Беатриса Швабская
Беатриса Швабская (Беатрикс; нем. Beatrix von Schwaben; апрель/июнь 1198 — 11 августа 1212) — член дома Гогенштауфенов, императрица Священной Римской империи и королева Германии, первая супруга Оттона IV. Была императрицей самое короткое время, так как умерла всего через три недели после свадьбы.

## Жизнь
Беатриса  родилась в апреле или июне 1198 года в Вормсе. Она была старшим ребёнком герцога Швабии Филиппа Швабского и его жены, византийской принцессы Ирины Ангелины. В то же время её отец был избран королём Германии (римским королём), а будущий муж — Оттон IV — антикоролём Германии.

### Сложности с обручением
Уже в 1203 году король Филипп попытался организовать помолвку Беатрисы и племянника папы Иннокентия III, чтобы заручиться поддержкой римской курии. Однако его план провалился, и соперничество продолжилось. В 1207 году Филипп предпринял попытку помириться с Оттоном, предложив ему руку своей дочери. Хотя стратегическое положение Оттона стало неблагоприятным, он не согласился на помолвку до тех пор, пока 21 июня Филипп не был убит баварским пфальцграфом Оттоном VIII. Оттону VIII пришлось разорвать помолвку с дочерью Филиппа, Кунигундой, и он просил руку Беатрисы или одной из её трёх младших сестёр в качестве компенсации. Его просьба была отклонена, и он убил Филиппа. Беатриса осиротела, когда её мать Ирина, взявшая имя Марию, бежала в замок Гогенштауфен и скончалась 27 августа после рождения своего младшего ребёнка.
Оттон IV, подозреваемый в причастности к убийству, к этому моменту потерял поддержку двух своих главных союзников, папы Иннокентия III и короля Англии Иоанна. Он был вынужден отречься и вернуться на свои наследственные земли недалеко от Брансуика в Саксонии. Убийство Филиппа оставило его единственным королём Германии. Он воспользовался этим, помирившись с остальными членами дома Гогенштауфенов и их сторонниками, и принял предложение Филиппа. Новый союз был подтверждён обручением Беатрисы и Оттона IV.
11 ноября 1208 года Оттон IV был вновь избран королём Германии во Франкфурте. На этот раз его поддержали представители обе стороны, соперничавшие ранее. Он был коронован императором Священной Римской империи папой Иннокентием III 4 октября 1209 года. Беатрисе было всего одиннадцать лет, когда состоялась её помолвка с Оттоном IV, которому на тот момент было около тридцати четырёх лет.

### Брак и смерть
Поскольку невеста была связана с домом Вельфов через свою прабабушку Юдифь Баварскую, на брак требовалось папское разрешение. Папа Иннокентий III благословил союз в обмен на пожертвования цистерцианским монастырям в Валькенриде и Брауншвейге. Они поженились в Нордхаузене 22 июля 1212 года. Невесте было четырнадцать лет, а жениху около тридцати семи.
Брак с внучкой покойного Фридриха Барбароссы помог усилить позиции Оттона после того, как племянник Филиппа и кузен Беатрисы Фридрих II был избран антикоролём Германии за год до этого. Однако всего лишь через несколько дней после свадьбы Беатриса заболела и вскоре умерла. Она не оставила детей.
Беатриса была похоронена в Брауншвейгском соборе. Через несколько недель Фридрих II прибыл в Германию, а 9 декабря был коронован в Майнцском соборе. Оттон IV удалился в Гарцбургский замок и умер спустя шесть лет.